# Vicente Masip
Vicente  Masip, noto anche con la grafia del cognome Macip (Andilla, 1475 ca. – Valencia, 1550), è stato un pittore spagnolo, padre di Juan Vicente Macip, noto come Joan de Joanes.

## Biografia

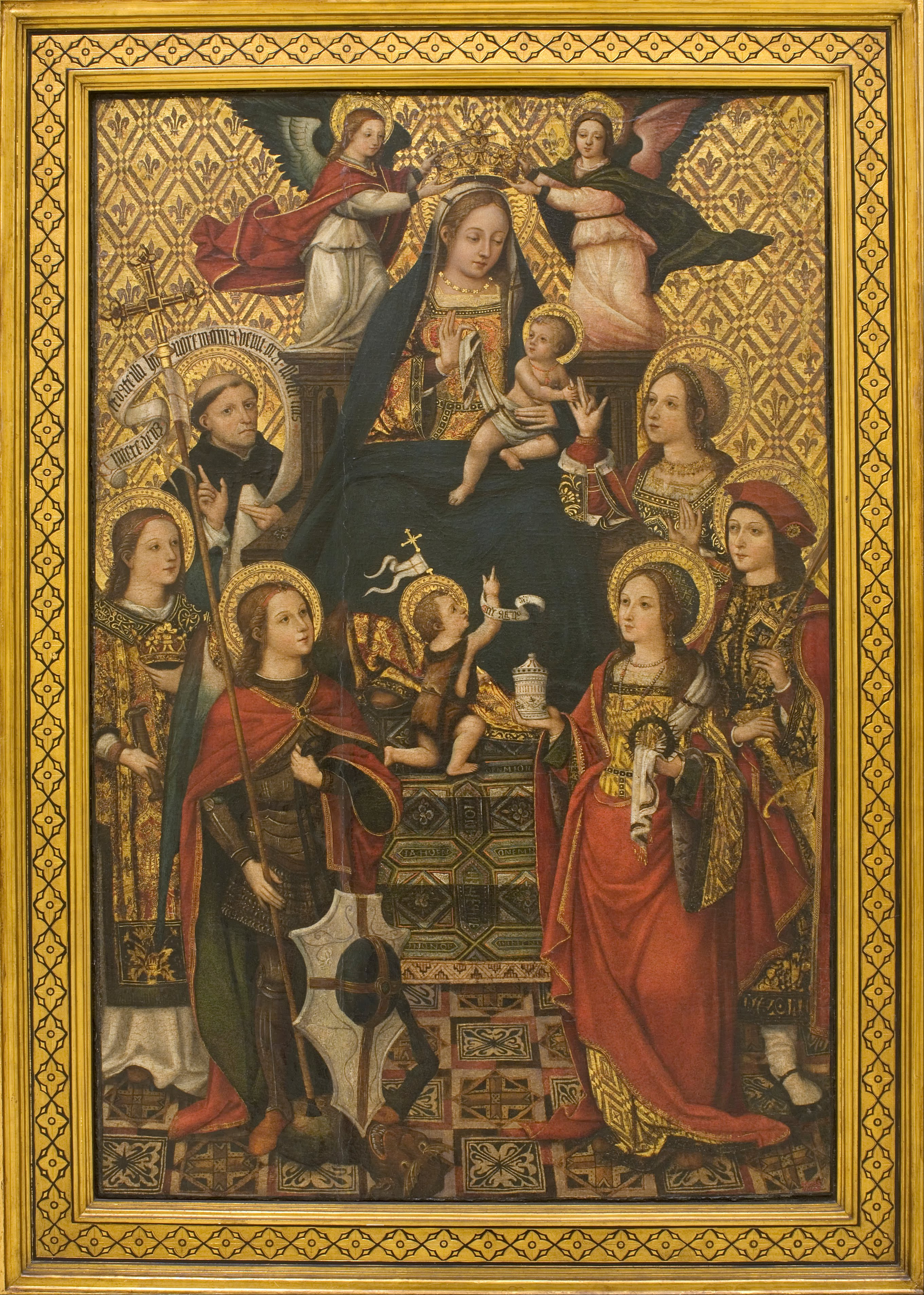
Madonna col Bambino, santi e angeli, Museu nacional d'art de Catalunya, Barcellona

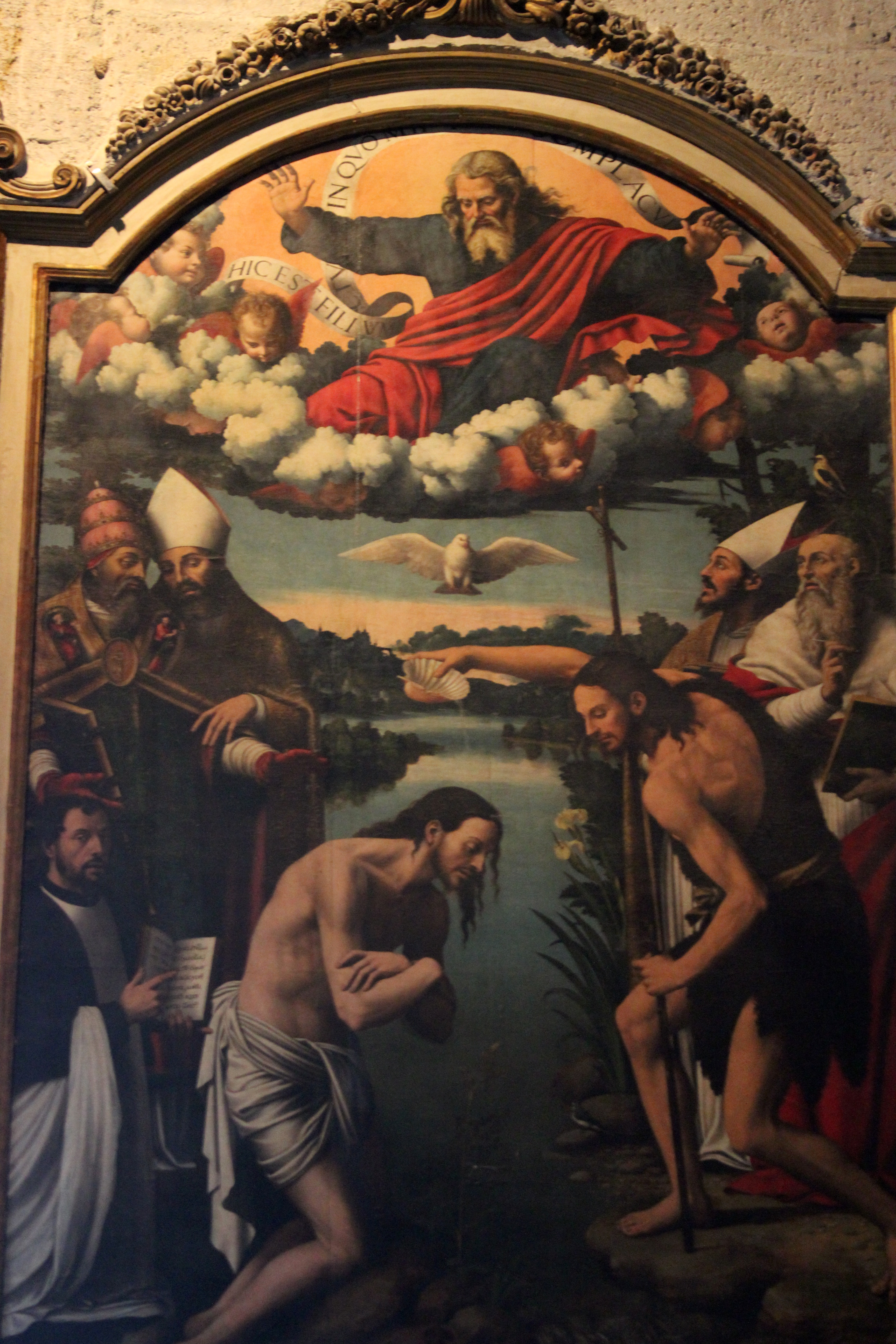
Battesimo di Gesù, Cattedrale di Valencia

Nella dinastia dei Masip (o Macip), che con tre generazioni di pittori copre ben tre quarti del XVI secolo, la fama di Joan de Joanes, che ne costituisce l'anello centrale, ha eclissato completamente quella del padre e della figlia Margarita, che sembra soltanto un pallido riflesso dell'arte paterna. Per converso la personalità di Vicente è piuttosto ben definita e le si può assegnare un ruolo particolare, anche se, in certi casi, avendo il figlio collaborato con il padre, sussistono alcuni dubbi attributivi.
La sua formazione valenzana è segnata dalla lezione degli ultimi pittori gotici e dalla presenza di Paolo da San Leocadio. Sono probabilmente da attribuire alla sua prima attività la Presentazione al Tempio, ora in una collezione privata di Valencia e l'Incoronazione della Vergine ora al Prado di Madrid. Un probabile viaggio in Italia avrebbe permesso all'artista di conoscere le opere della prima generazione raffaellesca romana, modello stilistico che egli assimilò in modo molto personale. Le notizie sulla sua vita sono scarse e controverse: si sa solo che era a Valencia nel 1513 e che dipinse il grande retablo della Cattedrale di Segorbe tra il 1530 ed il 1535, oggi smontato e conservato nel museo della Cattedrale. In queste tavole dedicate alla vita della Vergine, Masip si ispira ai modelli di Sebastiano del Piombo e di Raffaello: i drappeggi sono ampi, disegnati con una certa durezza. Della stessa epoca è il Battesimo di Cristo, ora nella Cattedrale di Valencia, in cui sia afferma il suo gusto per i vasti paesaggi. Un'altra opera importante è il Ritratto di Don Luis de Vilanova Rumeu del Prado di Madrid, che mette in risalto l'ammirazione per Tiziano, mentre i due tondi della Visitazione e del Martirio di Santa Agnese, ora al Prado, ma provenienti dal convento di San Julian di Valencia, testimoniano la fedeltà stilistica di Masip ai modelli raffaelleschi verso la fine della sua carriera.